# Saint-Sève
Saint-Sève – miejscowość i gmina we Francji, w regionie Nowa Akwitania, w departamencie Żyronda.
Według danych na rok 1990 gminę zamieszkiwało 177 osób, a gęstość zaludnienia wynosiła 37 osób/km² (wśród 2290 gmin Akwitanii Saint-Sève plasuje się na 1000. miejscu pod względem liczby ludności, natomiast pod względem powierzchni na miejscu 1439.).